# Cristian Diaconescu
Cristian Diaconescu (Bucarest, 2 luglio 1959) è un politico rumeno.
È stato vicepresidente del Senato rumeno, Ministro della giustizia nel Governo Năstase (10 marzo - 28 dicembre 2004) e Ministro degli affari esteri del governo Boc I (2008-2009) del partito PSD. Il 24 gennaio 2012 è stato nominato ministro degli affari esteri nel governo Boc II, questa volta del partito UNPR. È stato anche ministro degli esteri nel Governo Ungureanu.
Cristian Diaconescu è diventato consigliere del presidente Traian Băsescu dal maggio 2012, fino al 30 aprile 2014.

## Inizi della carriera
Entra nel Partito Comunista Rumeno nel 1982. Si è laureato nel 1983 presso l'Università di Bucarest, Facoltà di Giurisprudenza. Nello stesso anno è stato nominato giudice presso il tribunale agricolo di Ilfov; dal 1984 al 1990 è stato giudice presso la Quarta Corte Distrettuale di Bucarest. Nel 2007 Cristian Diaconescu ha conseguito il dottorato nel Commercio Internazionale presso l'Accademia degli studi economici.
Quando si adopera al Tribunale distrettuale nel mese di aprile, a Bucarest, Diaconescu è stato "costantemente preoccupato per la preparazione e la formazione politica, essendo uno studente presso l'Università Marxista del Gabinetto del Partito Comunale", questo è stato menzionato nella dichiarazione di apprezzamento per l'anno 1988 un anno prima della Rivoluzione.

## Carriera professionale
Tra il 1990 e il 2000 ha ricoperto vari incarichi presso il Ministero degli affari esteri, tra cui: diplomatico della delegazione permanente in seguito alla Missione permanente della Romania presso l'OSCE; Coordinatore della sezione di cooperazione politica e militare dell'OSCE nell'AMFA; diplomatico presso la Missione permanente della Romania alle organizzazioni internazionali di Vienna, vice capo della missione per gli affari politici e militari e di sicurezza dell'OSCE; direttore della Direzione OSCE per la Cooperazione con le Strutture Sotto-regionali del Ministero degli Affari Esteri; direttore generale della Direzione Generale Legale e Consolare del Ministero degli Affari Esteri; capo della delegazione alle riunioni della Dimensione umana dell'OSCE, alla Commissione per i diritti umani di Ginevra e alla Commissione del Danubio. Nel 2000, tenendo conto della sua esperienza nei negoziati internazionali, il Ministero degli Esteri gli ha conferito un importante missione internazionale, nominandolo vice segretario generale dell'Organizzazione per la cooperazione economica del Mar Nero (BSEC) e ambasciatore in questa organizzazione.
L'anno 2001 ha segnato l'inizio della carriera politica per Cristian Diaconescu venendo nominato come segretario di Stato per gli affari bilaterali all'interno del Ministero degli affari esteri. Questa funzione è stata eseguita in parallelo con la carica di capo negoziatore per il regime di frontiera del Trattato sullo stato tra la Romania e l'Ucraina, il trattato politico di base tra la Romania e la Federazione Russa, la legge sugli ungheresi che vivono nei paesi limitrofi per i trattati e gli accordi bilaterali concernenti il confine, la protezione delle minoranze e la riammissione, nonché nell'ambito delle misure di costruzione della fiducia e di sicurezza in Europa. L'inizio del 2004, anno decisivo per il processo di adesione della Romania all'Unione europea, lo ha portato alla carica di ministro della giustizia.
Parallelamente alla sua carriera professionale, Cristian Diaconescu ha tenuto un'attività didattica e scientifica come membro fondatore della Fondazione Collegio di Difesa Nazionale, membro associato della Jamestown Foundation, segretario scientifico dell'Associazione di diritto e Relazioni Internazionali, professore al Collegio di Difesa Nazionale e presso l'Istituto di Giustizia e Relazioni Internazionali, dove ha tenuto conferenze sul tema della sicurezza e della cooperazione europea e euroatlantica. Nel 2007 Cristian Diaconescu ha ottenuto il titolo di dottore in legge.
A partire dal 2002, è membro del PSD ed è stato poi con altri parlamentari del partito socialdemocratico a fondare l'UNPR venendo eletto presidente onorario fin dalla sua fondazione ed è stato annunciato come candidato alla presidenza della Romania.

## Carriera politica
Cristian Diaconescu è stato ministro nei governi: Adrian Năstase (marzo 2004 - dicembre 2004), Emil Boc (dicembre 2008 - ottobre 2009) e Mihai Razvan Ungureanu (marzo 2012 - maggio 2012).

### Ministro della Giustizia
Nel marzo 2004 è stato nominato ministro della giustizia con la missione di negoziare e chiudere il capitolo 24, Giustizia e affari interni, nel processo di adesione della Romania all'Unione europea. Nel novembre 2004, Cristian Diaconescu ha riferito al governo rumeno di chiudere questo capitolo, facilitando così il completamento del processo di integrazione nell'Unione europea.
Nel Senato rumeno, Cristian Diaconescu ha ricoperto la carica di vicepresidente della commissione per i diritti umani e presidente della commissione nazionale per la difesa, l'ordine pubblico e la sicurezza ed è stato vicepresidente del senato.

### Candidato alle elezioni locali nel 2008
Nelle elezioni locali dell'aprile 2008 è stato candidato al PSD per la carica di sindaco di Bucarest. Il terzo posto nel primo turno, con il 12,33% del voto. È stato superato da Sorin Oprescu (30,12%), quale eletto sindaco nel secondo turno e da Vasile Blaga (29,56%).

### Ministro degli affari esteri
Nel dicembre 2008, a seguito delle elezioni legislative in cui ha ottenuto un mandato del Senato da Bucarest a nome del PSD; per un anno ha servito l'incarico di ministro degli Esteri nel primo governo guidato da Emil Boc. Nell'autunno 2009, si è dimesso dal governo, con tutti i ministri PSD in risposta al licenziamento del ministro degli Interni Dan Nica.

### Fondazione UNPR e il suo lavoro
Cristian Diaconescu si è unito al suo ex collega di partito, Gabriel Oprea, che si era dimesso un anno prima nel gruppo indipendente parlamentare che aveva fondato. Poi si unì agli sforzi di Oprea per costituire una nuova formazione politica di sinistra, chiamata Unione Nazionale per il Progresso della Romania; al primo congresso del 30 aprile 2010, Diaconescu è stato eletto presidente onorario della nuova formazione.
A partire dal febbraio 2011, Cristian Diaconescu è uno dei quattro vicepresidenti del Senato rumeno. Un anno dopo, nel gennaio 2012, Diaconescu è stato nominato ministro degli esteri nel governo Boc II e poi (dopo le dimissioni del governo Boc) gli è stato chiesto di continuare per questo incarico nel governo guidato da Mihai Răzvan Ungureanu.

### Capo della Cancelleria Presidenziale
Il 29 maggio 2012 si dimette come senatore dopo la nomina a capo della cancelleria presidenziale del presidente Traian Băsescu. Il 30 agosto 2012, dopo la riorganizzazione del presidente Traian Basescu come capo di Stato, Cristian Diaconescu ritorna alla carica di capo della cancelleria presidenziale.

### Fondazione della Fondazione Movimento Popolare e della sua attività
Cristian Diaconescu è stato uno dei fondatori della Fondazione Movimento Popolare, sostenuto da Traian Băsescu. Fa parte del team di leadership dell'organizzazione come membro fondatore.
Il 7 giugno 2014, presso il Congresso straordinario del Partito, Cristian Diaconescu è chiamato candidato di partito come presidente nel novembre 2014. Cristian Diaconescu sostiene la candidatura l'11 giugno ed è stato eletto presidente della Fondazione Movimento Popolare.
Nel 2024 si è candidato alle elezioni presidenziali, conseguendo il 3% dei voti.
Nel 2025 è stato nominato consigliere sulla difesa e la sicurezza nazionale e coordinatore della cancelleria del presidente della Romania ad interim Ilie Bolojan.